# Смолдзіно (гміна)
Гміна Смолдзіно (пол. Gmina Smołdzino) — сільська гміна у північній Польщі. Належить до Слупського повіту Поморського воєводства.
Станом на 31 грудня 2011 у гміні проживало 3459 осіб.

## Територія
Згідно з даними за 2007 рік площа гміни становила 257.24 км², у тому числі:
- орні землі: 29.00%
- ліси: 25.00%

Таким чином, площа гміни становить 11.16% площі повіту.

## Населення
Станом на 31 грудня 2011:
| Опис     | Загалом | Загалом | Чоловіки | Чоловіки | Жінки | Жінки |
| -------- | ------- | ------- | -------- | -------- | ----- | ----- |
| одиниця  | осіб    | %       | осіб     | %        | осіб  | %     |
| все      | 3459    | 100     | 1729     | 49.99    | 1730  | 50.01 |
| міське   | 0       | 100     | 0        |          | 0     |       |
| сільське | 3459    | 100     | 1729     | 49.99    | 1730  | 50.01 |

## Сусідні гміни
Гміна Смолдзіно межує з такими гмінами: Вицько, Ґлувчице, Леба, Слупськ, Устка.